# Ampedus tristis
Ampedus tristis är en skalbaggsart som först beskrevs av Carl von Linné 1758.  Ampedus tristis ingår i släktet Ampedus, och familjen knäppare. Arten är reproducerande i Sverige.

## Bildgalleri

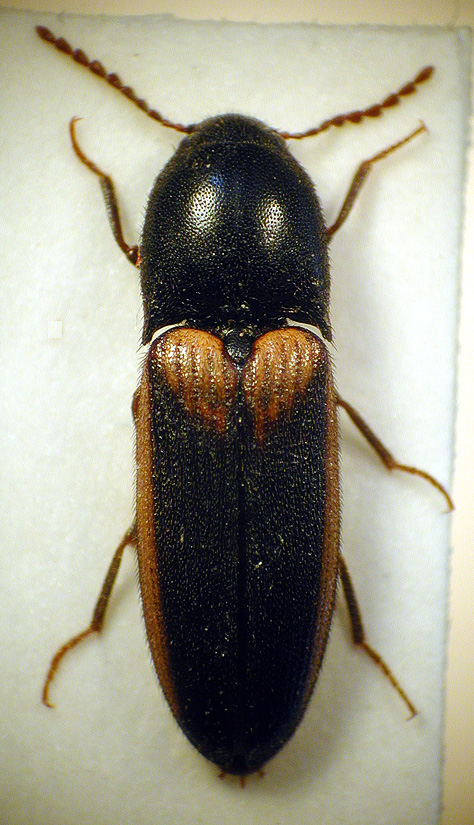